# Vattenfall Cyclassics 2011
La 16e édition de la Vattenfall Cyclassics a eu lieu le 21 août 2011, il s'agit de la 22e épreuve de l'UCI World Tour 2011. Le Norvégien Edvald Boasson Hagen s'est imposé au sprint devant Gerald Ciolek et Borut Božič.

## Présentation

### Équipes participantes
21 équipes participent à la Vattenfall Cyclassics 2011 : les 18 équipes de l'UCI World Tour et trois équipes continentales professionnelles invités (Skil-Shimano, Team NetApp, CCC Polsat-Polkowice).
| N.      | Code | Équipe              |
| ------- | ---- | ------------------- |
| 1-8     | GRM  | Garmin-Cervélo      |
| 11-18   | SKY  | Team Sky            |
| 21-28   | OLO  | Omega Pharma-Lotto  |
| 31-38   | LEO  | Team Leopard-Trek   |
| 41-48   | BMC  | BMC Racing          |
| 51-58   | THR  | Team HTC-Highroad   |
| 61-68   | LAM  | Lampre-ISD          |
| 71-77   | SBS  | Saxo Bank-SunGard   |
| 81-88   | RSH  | Team RadioShack     |
| 91-98   | LIQ  | Liquigas-Cannondale |
| 101-108 | RAB  | Rabobank            |

| N.      | Code | Équipe               |
| ------- | ---- | -------------------- |
| 111-118 | KAT  | Team Katusha         |
| 121-126 | EUS  | Euskaltel-Euskadi    |
| 131-138 | AST  | Astana               |
| 141-148 | MOV  | Movistar             |
| 151-158 | ALM  | AG2R La Mondiale     |
| 161-168 | QST  | Quick Step           |
| 171-177 | VCD  | Vacansoleil-DCM      |
| 181-188 | SKS  | Skil-Shimano         |
| 191-198 | CCC  | CCC Polsat-Polkowice |
| 201-208 | APP  | Team NetApp          |

## Résultats
| #  | Coureur                | Pays      | Équipe             |    | Temps           | Points UCI |
| -- | ---------------------- | --------- | ------------------ | -- | --------------- | ---------- |
| 1  | Edvald Boasson Hagen   | Norvège   | Sky                | en | 4 h 49 min 40 s | 80         |
| 2  | Gerald Ciolek          | Allemagne | Quick Step         |    | m.t             | 60         |
| 3  | Borut Božič            | Slovénie  | Vacansoleil-DCM    |    | m.t             | 50         |
| 4  | Simone Ponzi           | Italie    | Liquigas           |    | m.t             | 40         |
| 5  | José Joaquín Rojas     | Espagne   | Movistar           |    | m.t             | 30         |
| 6  | Jürgen Roelandts       | Belgique  | Omega Pharma-Lotto |    | m.t             | 22         |
| 7  | Simon Clarke           | Australie | Astana             |    | m.t             | 14         |
| 8  | Manuel António Cardoso | Portugal  | RadioShack         |    | m.t             | 10         |
| 9  | Grega Bole             | Slovénie  | Lampre-ISD         |    | m.t             | 6          |
| 10 | Michel Kreder          | Pays-Bas  | Garmin-Cervélo     |    | m.t             | 2          |